# Birkózás a 2000. évi nyári olimpiai játékokon
A 2000. évi nyári olimpiai játékokon a birkózást az előző olimpiához képest csökkentett számú súlycsoporttal rendezték, kimaradt a legkisebb, a 48 kilogrammos tömeg, a 90 és 100 kilogrammos helyét pedig a 97 kg vette át, így összesen tizenhat kategóriában avattak bajnokot.

## Éremtáblázat
(A táblázatokban a hazai és a magyar csapat eltérő háttérszínnel, az egyes számoszlopok legmagasabb értéke vagy értékei vastagítással kiemelve.)
| A 2000. évi nyári olimpiai játékok éremtáblázata birkózásban | A 2000. évi nyári olimpiai játékok éremtáblázata birkózásban | A 2000. évi nyári olimpiai játékok éremtáblázata birkózásban | A 2000. évi nyári olimpiai játékok éremtáblázata birkózásban | A 2000. évi nyári olimpiai játékok éremtáblázata birkózásban | Olimpia  |
| ------------------------------------------------------------ | ------------------------------------------------------------ | ------------------------------------------------------------ | ------------------------------------------------------------ | ------------------------------------------------------------ | -------- |
|                                                              | Ország                                                       | Arany                                                        | Ezüst                                                        | Bronz                                                        | Összesen |
| 1.                                                           | Oroszország (RUS)                                            | 6                                                            | 2                                                            | 1                                                            | 9        |
| 2.                                                           | Egyesült Államok (USA)                                       | 2                                                            | 2                                                            | 3                                                            | 7        |
| 3.                                                           | Kuba (CUB)                                                   | 1                                                            | 3                                                            | 1                                                            | 5        |
| 4.                                                           | Dél-Korea (KOR)                                              | 1                                                            | 2                                                            | 1                                                            | 4        |
| 5.                                                           | Bulgária (BUL)                                               | 1                                                            | 1                                                            | 0                                                            | 2        |
| 6.                                                           | Törökország (TUR)                                            | 1                                                            | 0                                                            | 1                                                            | 2        |
| 7.                                                           | Azerbajdzsán (AZE)                                           | 1                                                            | 0                                                            | 0                                                            | 1        |
| 7.                                                           | Irán (IRI)                                                   | 1                                                            | 0                                                            | 0                                                            | 1        |
| 7.                                                           | Kanada (CAN)                                                 | 1                                                            | 0                                                            | 0                                                            | 1        |
| 7.                                                           | Svédország (SWE)                                             | 1                                                            | 0                                                            | 0                                                            | 1        |
|                                                              |                                                              |                                                              |                                                              |                                                              |          |
| 11.                                                          | Ukrajna (UKR)                                                | 0                                                            | 2                                                            | 0                                                            | 2        |
| 12.                                                          | Japán (JPN)                                                  | 0                                                            | 1                                                            | 0                                                            | 1        |
| 12.                                                          | Kazahsztán (KAZ)                                             | 0                                                            | 1                                                            | 0                                                            | 1        |
| 12.                                                          | Magyarország (HUN)                                           | 0                                                            | 1                                                            | 0                                                            | 1        |
| 12.                                                          | Üzbegisztán (UZB)                                            | 0                                                            | 1                                                            | 0                                                            | 1        |
|                                                              |                                                              |                                                              |                                                              |                                                              |          |
| 16.                                                          | Grúzia (GEO)                                                 | 0                                                            | 0                                                            | 3                                                            | 3        |
| 17.                                                          | Észak-Korea (PRK)                                            | 0                                                            | 0                                                            | 1                                                            | 1        |
| 17.                                                          | Fehéroroszország (BLR)                                       | 0                                                            | 0                                                            | 1                                                            | 1        |
| 17.                                                          | Finnország (FIN)                                             | 0                                                            | 0                                                            | 1                                                            | 1        |
| 17.                                                          | Görögország (GRE)                                            | 0                                                            | 0                                                            | 1                                                            | 1        |
| 17.                                                          | Kína (CHN)                                                   | 0                                                            | 0                                                            | 1                                                            | 1        |
| 17.                                                          | Macedónia (MKD)                                              | 0                                                            | 0                                                            | 1                                                            | 1        |
|                                                              |                                                              |                                                              |                                                              |                                                              |          |
| Összesen                                                     | Összesen                                                     | 16                                                           | 16                                                           | 16                                                           | 48       |

## A szabadfogású birkózás érmesei
| A 2000. évi nyári olimpiai játékok érmesei szabadfogású birkózásban |                                         |                                        |                                           |
| Versenyszám                                                         | Arany                                   | Ezüst                                  | Bronz                                     |
| lepkesúly (54 kg-ig)                                                | Namiq Abdullayev · Azerbajdzsán (AZE)   | Samuel Henson · Egyesült Államok (USA) | Amiran Kardanov · Görögország (GRE)       |
| légsúly (58 kg-ig)                                                  | Alirezá Dabir · Irán (IRI)              | Jevhen Buszlovics · Ukrajna (UKR)      | Terry Brands · Egyesült Államok (USA)     |
| pehelysúly (63 kg-ig)                                               | Murad Umahanov · Oroszország (RUS)      | Szerafim Barzakov · Bulgária (BUL)     | Csang Dzseszong · Dél-Korea (KOR)         |
| könnyűsúly (69 kg-ig)                                               | Daniel Igali · Kanada (CAN)             | Arszen Gityinov · Oroszország (RUS)    | Lincoln McIlravy · Egyesült Államok (USA) |
| váltósúly (76 kg-ig)                                                | Brandon Slay · Egyesült Államok (USA)   | Mun Idzse · Dél-Korea (KOR)            | Adem Bereket · Törökország (TUR)          |
| középsúly (85 kg)                                                   | Adam Szajtyijev · Oroszország (RUS)     | Yoel Romero · Kuba (CUB)               | Mogamed Ibragimov · Macedónia (MKD)       |
| félnehézsúly (97 kg)                                                | Szagid Murtazalijev · Oroszország (RUS) | Iszlam Bajramukov · Kazahsztán (KAZ)   | Eldar Kurtanidze · Grúzia (GEO)           |
| nehézsúly (130 kg)                                                  | David Muszulbesz · Oroszország (RUS)    | Artur Taymazov · Üzbegisztán (UZB)     | Alexis Rodríguez · Kuba (CUB)             |

## A kötöttfogású birkózás érmesei
| A 2000. évi nyári olimpiai játékok érmesei kötöttfogású birkózásban |                                            |                                        |                                           |
| Versenyszám                                                         | Arany                                      | Ezüst                                  | Bronz                                     |
| lepkesúly (54 kg)                                                   | Szim Gvonho · Dél-Korea (KOR)              | Lázaro Rivas · Kuba (CUB)              | Kang Jonggjun · Észak-Korea (PRK)         |
| légsúly (58 kg)                                                     | Armen Nazarjan · Bulgária (BUL)            | Kim Inszop · Dél-Korea (KOR)           | Seng Ce-tien · Kína (CHN)                 |
| pehelysúly (63 kg)                                                  | Vartyeresz Szamurgasev · Oroszország (RUS) | Juan Marén · Kuba (CUB)                | Akaki Csacsua · Grúzia (GEO)              |
| könnyűsúly (69 kg)                                                  | Filiberto Azcuy · Kuba (CUB)               | Nagata Kacuhiko · Japán (JPN)          | Alekszej Gluskov · Oroszország (RUS)      |
| váltósúly (76 kg)                                                   | Murat Kardanov · Oroszország (RUS)         | Matt Lindland · Egyesült Államok (USA) | Marko Yli-Hannuksela · Finnország (FIN)   |
| középsúly (85 kg)                                                   | Hamza Yerlikaya · Törökország (TUR)        | Bárdosi Sándor · Magyarország (HUN)    | Muhran Vahtangadze · Grúzia (GEO)         |
| félnehézsúly (97 kg)                                                | Mikael Ljungberg · Svédország (SWE)        | David Saldadze · Ukrajna (UKR)         | Garett Lowney · Egyesült Államok (USA)    |
| nehézsúly (130 kg)                                                  | Rulon Gardner · Egyesült Államok (USA)     | Alekszandr Karelin · Oroszország (RUS) | Dzmitrij Debelka · Fehéroroszország (BLR) |